# 馬來西亞航空653號班機空難
馬來西亞航空653號班機（英語：Malaysian Airline System Flight 653），是一架波音737-2H6（客機註冊編號:9M-MBD，於1972年9月交付時編號是9M-AQO），在1977年12月4日遭到日本赤军劫機，并於馬來西亞柔佛州丹絨古邦墜毀。這是馬來西亞航空首宗導致人員傷亡的事件，機上93名乘客和7名機員無一倖免。馬來西亞航空653號班機到達巡航高度後不久就被劫持，劫持原因和墜毀的過程到現在仍是未解開的謎團。

## 劫機、墜毀
馬來西亞航空653號班機於马来西亚标准时间晚上7点21分由檳城国际機場22跑道起飛，前往首都吉隆坡的梳邦機場，機上載有93名乘客和7名機員，包括馬來西亞農業部長拿督阿里哈芝阿末（Dato' Ali Haji Ahmad）及公共工程局總監丹斯里马夫兹卡立（Tan Sri Mahfoz bin Khalid），還有正前往日本的古巴大使马里奥·加西亚（Mario Garcia）。機長是 G.K. Ganjoor。
晚上7点54分，飛機於煤炭山（英語：Batu Arang）上空4,000呎下降前往梳邦机场時，機長向梳邦机场塔台報告有「不明的劫機者」登上飛機，塔台立即知會有關當局在機場進行緊急情況預備工作。
约幾分鐘後，機長指飛機「正前往新加坡」，但飛機並沒有在新加坡降落。
晚上8点15分，馬來西亞航空653號班機與梳邦机场塔台通訊中斷。
晚上8点36分，丹絨古邦 Kampong Ladang 的居民報告有爆炸聲，在沼澤上發現燃燒殘骸，後來確認是馬來西亞航空653號班機。機上無人生還，所有屍體都不能辨認；飛機以近乎垂直的角度及非常快的速度撞向地面。

## 事後
飛機的機艙通話記錄器後來被找到，發現一些事實： 
劫機者於墜毀前控制飛機後，把機長和機師都反鎖在駕駛艙內。他們的對話氣氛並不緊張，劫機者和兩名機員都以溫和的語氣交談。突然間出現兩下槍聲，不久後傳來第三下槍聲（也是最後一下）。
在這個時候，飛機還是可以控制的，自動駕駛仍然開著。然後出現一下可能是駕駛艙門遭到爆破的聲音，接著出現乘客的尖叫聲和咒罵聲，此后再沒有任何聲音。
後來自動導航系統解除，可能有人嘗試駕駛飛機，但是那個人並不懂如何操作飛機。調查員認為有人把操縱桿向後拉，令機頭拉高，而這個動作令飛機作出相應的反應，超出人體可承受的力度。飛機出現逐漸增強、最後無法控制的俯仰震盪，即是所謂的飛行員誘發震盪（英語：Pilot-induced oscillation）。然後出現一次強烈的起伏令飛機在沼澤墜毀。劫機者操日文口音，令人懷疑劫機和謀殺機師計劃由日本赤軍策劃。
所有屍體經過X光處理，嘗試找出子彈，但最後並沒有找到任何武器和子彈。而這些屍體後來在丹絨古邦紀念公墓安葬，位於柔佛新山的哥文茶路（英語：Jalan Kebun Teh）。這次事故成為马来西亚航空370号班机空难及马来西亚航空17号班机空难前，马航最嚴重，也是馬來西亞境内歷史上最嚴重的空難。

## 人员伤亡
| 国家       | 伤亡 |
| ---------- | ---- |
| 马来西亚   | 73   |
| 英国       | 5    |
| 德国       | 4    |
|            | 3    |
| 印度       | 3    |
| 印度尼西亞 | 3    |
| 古巴       | 2    |
| 阿富汗     | 1    |
| 加拿大     | 1    |
| 日本       | 1    |
| 希腊       | 1    |
| 新加坡     | 1    |
| 泰國       | 1    |
| 美国       | 1    |
| 总计       | 100  |